# Malucha Pinto
Malucha Pinto Solari (Santiago, 16 de abril de 1955) é uma atriz, diretora de teatro e dramaturga chilena.

## Biografia

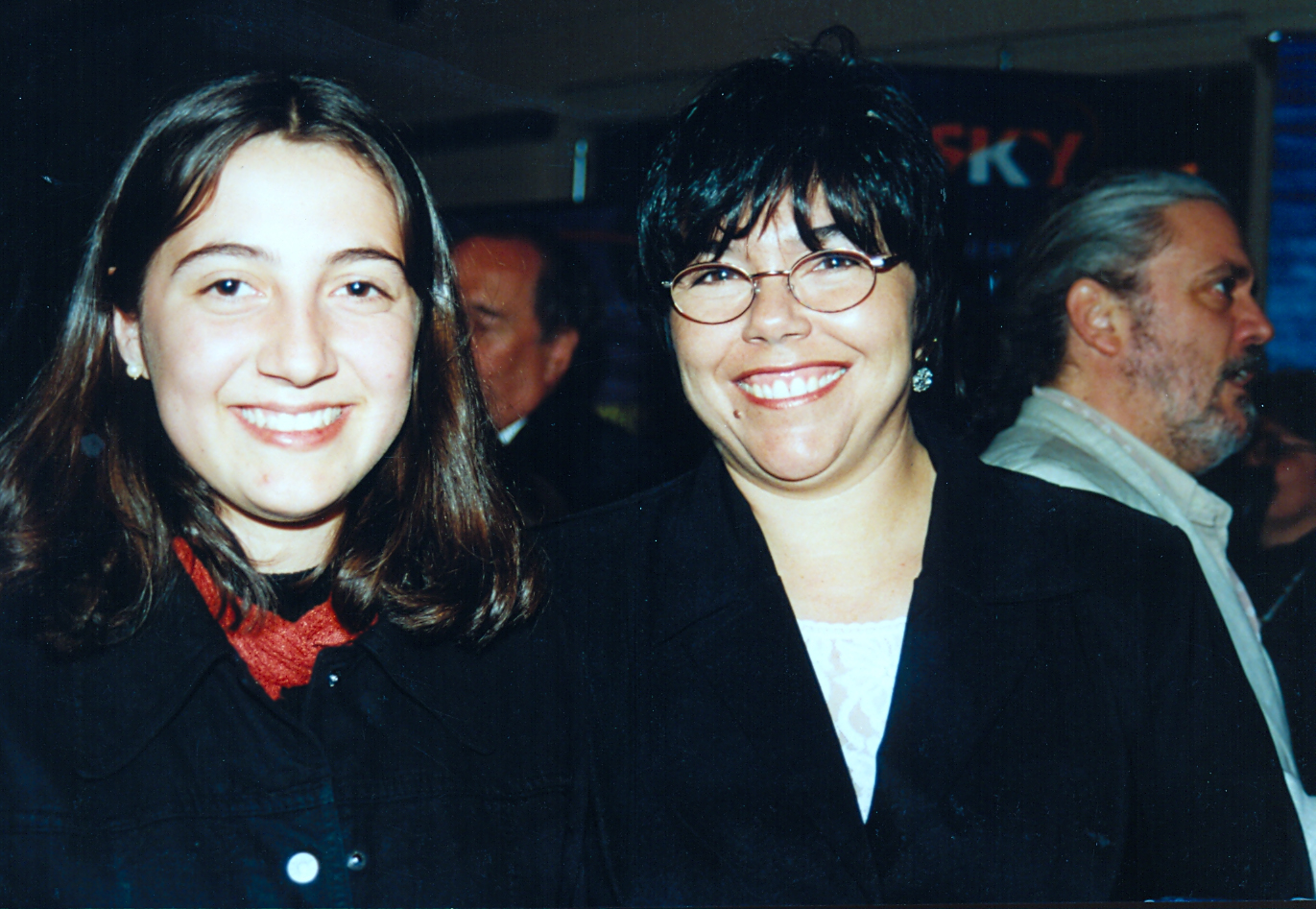
Pinto (direita) em 2002

Filha de Aníbal Pinto Santa Cruz (e descendente direta dos presidentes Francisco Antonio Pinto e Aníbal Pinto Garmendia) e da dançarina nicaraguense-chilena Malucha Solari, Malucha Pinto iniciou sua carreira na telenovela Alguien por quien vivir, então estreou no Sábado Gigante em 1982 como Señorita Priscilla Caucaman em Los Eguiguren, um segmento que funcionou até o início de 1987. Sua próxima aparição foi no programa de comédia De chincol a jote, onde originou vários personagens com atores como Coca Guazzini e Gonzalo Robles. Em 1992, Pinto, Guazzini e Robles criaram um novo programa de comédia na Televisión Nacional de Chile (TVN), Jaguar Yu, que esteve no ar até 1993.
Malucha Pinto e seu marido Joaquín Eyzaguirre são pais de um filho com paralisia cerebral chamado Tomás. Em 1996, escreveu o livro Cartas para Tomás dedicado a ele. Ele permaneceu na lista dos mais vendidos do Chile por dez semanas e agora é leitura obrigatória nas escolas. Foi a base da peça Tomás, em que Coca Guazzini fez o papel de Malucha.
Em 1999 ela ganhou um Prêmio de Melhor Atriz pela APES por seu papel na novela Cerro Alegre.
Em 2007 desempenhou o papel principal de Leonor Santa Cruz na série Vivir con 10, da Chilevisión.
Desde 9 de março de 2011, é membro do conselho editorial do semanário Cambio 21.
Em 2011, Pinto dirigiu a peça La pasionaria, pela qual foi indicada aos prêmios APES e Altazor em 2012. Naquele ano, ela foi convidada a voltar ao Sábado Gigante com Coca Guazzini, Gonzalo Robles e Cristián García-Huidobro para reviver Los Eguiguren.
Em 2016, recebeu o Prêmio Elena Caffarena por sua contribuição para a defesa dos direitos da mulher no Chile. Também em 2016 ela voltou ao Canal 13 para estrelar Preciosas, interpretando Marta, uma mulher na prisão que está prestes a completar sua pena.

## Livros
- Cartas para Tomás (1996). 110 páginas. Catalunha Editorial. ISBN 9789568303648.
- Cartas de la memoria. Patrimonio epistolar de una generación de mujeres (2007). 336 páginas. Catalunha Editorial. ISBN 9789568303556.